# Red Ensign
La Red Ensign o "Red Duster" (en català, pavelló vermell), és originària del segle xvii com a bandera de la marina reial britànica i posteriorment utilitzada com a pavelló de la Marina mercant britànica. Actualment es fa servir com a bandera civil als vaixells del Regne Unit.

## Història

### Anglaterra (anterior a 1707)

Pavelló vermell anglès 1620.

El 1674, una Proclamació Reial de Carles II d'Anglaterra i d'Escòcia va confirmar el pavelló vermell com a bandera apropiada per a ser utilitzada pels vaixells mercants anglesos. La redacció de la proclamació indica que el pavelló ja estava sent utilitzat des d'abans d'aquesta data. En aquest període el disseny estava format pel camp vermell amb la Creu de Sant Jordi sobre camp blanc (bandera d'Anglaterra) al cantó.

### Escòcia (anterior a 1707)
Anterior al 1707 un pavelló vermell amb la bandera d'Escòcia va ser utilitzat pels vaixells de la Marina Reial escocesa. Després de l'Acta d'Unió entre Anglaterra i Escòcia de 1601 i fins a la Llei d'Unió de 1707, les armades escocesa i anglesa seguien sent entitats separades i utilitzaven les insígnies dels seus respectius països. Les dues armades es van combinar a partir del 1707 per convertir-se en l'actual Marina Reial britànica.

## Dissenys basats en el Pavelló vermell

### Dependències de la corona i territoris d'ultramar
Bermudes, únic entre els territoris britànics d'ultramar que utilitza el pavelló vermell com la seva bandera de terra, així com de mar. La bandera ja era utilitzada de manera no oficial fins a la seva adopció el 4 d'octubre de 1910.
La dependència de la Corona de l'Illa de Man se li fou concedit el pavelló vermell per Ordre Reial de 27 d'agost de 1971 per a l'ús de vaixells registrats a l'illa. És àmpliament utilitzat en els iots de luxe i grans vaixells de càrrega de tot el món, a causa dels beneficis fiscals que de l'illa de Man pot proporcionar.

Bandera de les Bermudes.
Pavelló civil de l'Illa de Man.

### Austràlia

Pavelló civil d'Austràlia.

La "Red Ensign" australiana és una versió en vermell de la bandera d'Austràlia i reservada com a bandera de la marina mercant. De 1901 a 1954 es va utilitzar com a bandera civil per a particulars en terra, mentre que el govern utilitzava la versió blava, reflectint la mateixa pràctica britànica. El 1941, el primer ministre Robert Menzies va afirmar que no hi hauria d'haver restriccions als ciutadans per utilitzar la versió blava, i el 1847 el també primer ministre Ben Chifley va reafirmar aquesta posició, però no va ser fins a la Llei de 1953 que va aixecar-ne les restriccions a la població civil per arborar el pavelló blau. En el marc de la "Shipping Registration Act 1981" el pavelló vermell segueix sent l'única bandera permesa per a ús dels vaixells mercants registrats a Austràlia, mentre que les embarcacions d'esbarjo poden utilitzar tant el pavelló vermell com la bandera nacional, però no tots dos alhora.

### Canadà
Al Canadà el terme "Red Ensign" s'utilitza sovint per a referir-se a l'antiga bandera vermella canadenca, l'antiga de facto bandera nacional del Canadà. Aquesta va ser adoptada de manera informal per la Confederació canadenca a partir del 1868 i, des del 1892, era la bandera oficial de la marina mercant canadenca. A terra, però, la bandera nacional oficial era la "Royal Union Flag". Malgrat la seva condició no oficial, la bandera vermella era àmpliament utilitzada a terra. El 1924, la bandera vermella va ser aprova per a l'ús en edificis governamentals a l'exterior del país, i des del 1945 per als de l'interior.
El pavelló vermell canadenc ha adoptat diversos dissenys entre el 1868 i el 1965 degut a les diferents modificacions que ha patit l'escut d'armes del Canadà durant aquest període. A partir del 1965 i després d'un ampli debat, el pavelló vermell va ser substituït per l'actual bandera del Canadà. Encara que avui en dia segueix sent popular entre els tradicionalistes i monàrquics.
Companyia de la Badia de Hudson. La Companyia va poder utilitzar com a bandera el pavelló vermell ja a partir del 1682, gràcies a una ordre especial que li concedí el príncep Rupert (nebot del rei Carles I d'Anglaterra i d'Escòcia). D'aquesta manera, el pavelló, tant representava a la companyia com servia de bandera per a la Terra del Príncep Rupert fins que el govern del Canadà va comprar-la. Passant, llavors, a representar a la companyia i als nous territoris del Nord-oest. A partir de 1950 la bandera ja només va ser utilitzada per la companyia.
Terranova. El pavelló vermell amb l'escut d'armes del territori fou bandera oficial entre el 1904 i el 1931, moment en què es va legislar que fos la "Royal Union Flag" la bandera oficial del domini i fins al 1980 en que adoptà l'actual bandera de Terranova i Labrador. Passant el pavelló vermell a identificar la navegació comercial fins a mitjans de 1960. El segell del pavelló consisteix en un cercle on es veu a Mercuri, déu del comerç, davant de Britannia, la personificació de l'imperi britànic. Damunt de tos dos es llegeix "Terra Nova" i a sota el lema "Haec·Tibi·Dona·Fero".

Disseny entre 1868-1921.
Disseny entre 1921-1957.
Disseny entre 1957-1965.
Bandera de la Companyia de la Badia de Hudson.
Bandera oficial de Terranova entre 1904-1931.

### Índia

Estrella de l'Índia.

L'Estrella de l'Índia fa referència a un grup de banderes utilitzades durant el període de dominació de l'Índia britànica. El pavelló vermell es va utilitzar per a la representació de l'Índia en diversos esdeveniments internacionals. El disseny mostra Orde de l'Estrella de l'Índia, un Sol amb 26 raigs llargs alternats amb 26 raigs més curts d'or. Al centre hi ha un anell en blau cel amb el lema de l'orde, Heaven's Light Our Guide i al centre una estrella de 5 puntes.
Els Principats de l'Índia foren uns principats o regnes que existiren al subcontinent indi durant la colonització britànica, sobre els quals regnava un dirigent local subjecte a una aliança subsidiària sota la preeminència de la corona britànica, anomenat príncep pels britànics. La gran majoria d'aquests principats no tenien sortida al mar, i els pocs que en tenien utilitzaren versions del pavelló vermell per als seus bucs mercants.

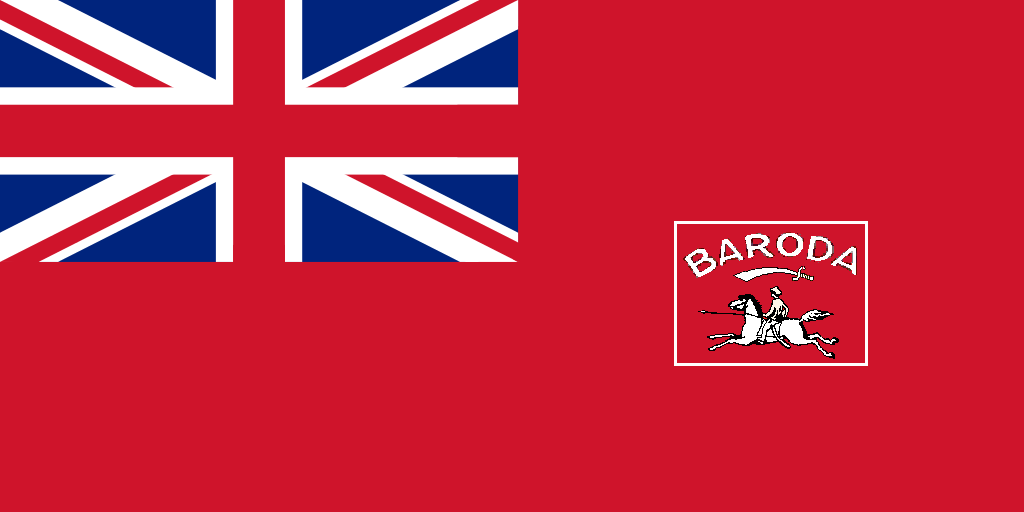
Bandera civil de l'estat de Baroda (– 1948)
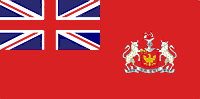
Bandera civil del Principat de Bhavnagar (– 1948)
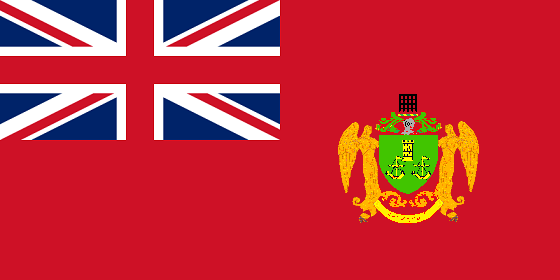
Bandera civil de l'estat de Cambay (– 1948)
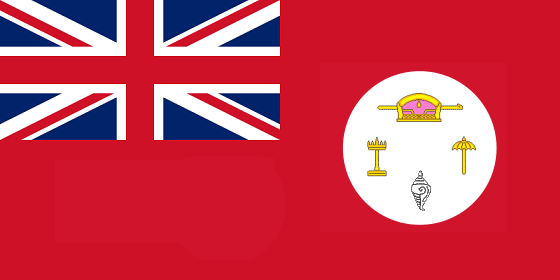
Bandera civil del regne de Cochin (– 1948)
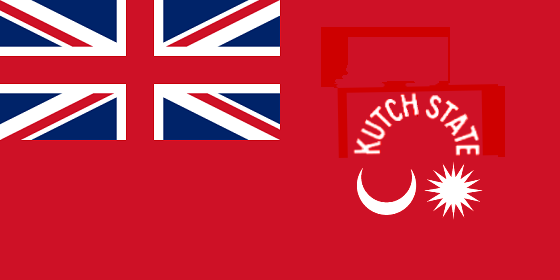
Bandera civil de l'estat de Kachchh (– 1948)
Bandera civil de l'estat de Jafrabad (– 1948)
Bandera civil de l'estat de Janjira (– 1948)
Bandera civil de l'estat de Junagarh (– 1948)
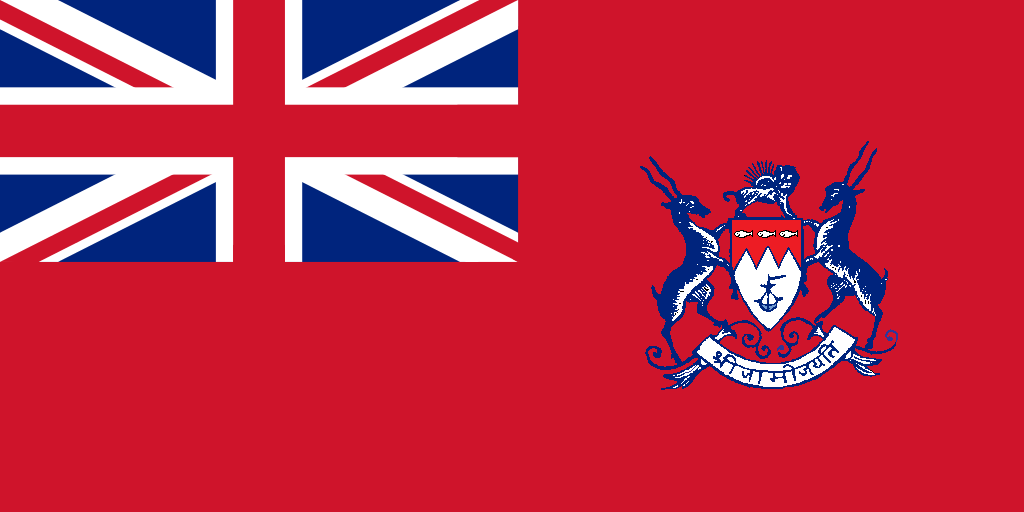
Bandera civil de l'estat de Navanagar (– 1948)
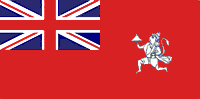
Bandera civil de l'estat de Porbandar (– 1948)
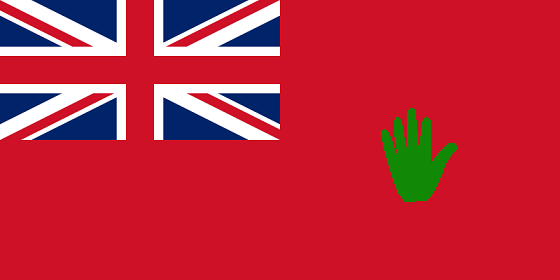
Bandera civil de l'estat de Sachin (– 1948)
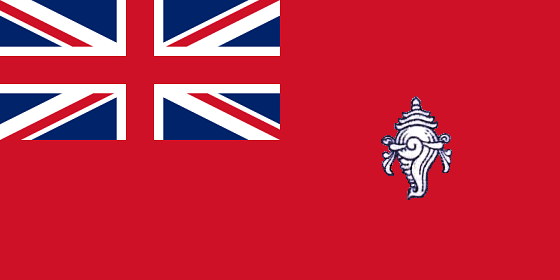
Bandera civil de l'estat de Travancore (– 1948)

### Nova Zelanda

Pavelló vermell neozelandès.

Exemple de la modificació maori del pavelló vermell.

El pavelló vermell neozelandès portava com a càrrega quatre estrelles blanques de cinc puntes en representació de la Creu del Sud, i va esdevenir la bandera oficial per a la marina mercant el 1901. Prèviament s'utilitzava el pavelló vermell totalment llis, sense càrrega.
El pavelló vermell continuar sent utilitzat en terra en les zones maoris o durant esdeveniments maoris sota la Llei de banderes, emblemes i protecció de noms de 1981. La llei de neozelandesa permet la desfiguració de la bandera, d'acord amb el costum dels maoris a les que s'afegeixen lletres majúscules blanques que identifiquen una determinada família o tribu maori. En el cas de la bandera de la dreta, "TAKITIMU" fa referència a una agrupació de maoris iwi descendents de la tripulació de la waka (canoa) Takitimu.
Avui en dia, els vaixells privats i mercants poden optar per utilitzar la bandera de Nova Zelanda (que és un pavelló blau) o el pavelló vermell amb la Creu del Sud.

### Sud-àfrica

Bandera oficial de Sud-àfrica entre 1912-1928.

Després de la Guerra Anglo-Boer de 1899-1902 i fins a la formació de la Unió Sud-africana el 1910, la bandera oficial a les quatre colònies britàniques fou la "Royal Union Flag". A partir del 1910 i fins al 1928 el pavelló vermell amb l'escut afegit, es va utilitzar a terra com a bandera nacional de facto, sent també utilitzada a les oficines de Sud-àfrica a l'estranger. L'ús més notable del pavelló com a bandera nacional va ser quan el general, i posterior Primer Ministre de la Unió Sud-africana, Louis Botha va volar la bandera sobre Windhoek, en el que llavors era l'Àfrica Sud-occidental Alemanya després de l'ocupació de la ciutat per les tropes sud-africanes el 1915.
La utilització del pavelló vermell com a bandera nacional va acabar amb la introducció d'una bandera nacional adequada sota el govern del Partit Nacional el 1928. Encara que la data d'abolició oficial no fou, de fet, fins a l'any 1951 tot i la introducció de la bandera nacional de Sud-àfrica el 31 de maig de 1928, el pavelló va continuar en ús com a bandera de la Marina mercant fins al 1951 (Merchant Shipping Act 1951).

### Estats Units

Bandera de Taunton, Massachusetts.

La bandera de la ciutat de Tauton, Massachusetts està basada en el disseny del pavelló vermell anterior al 1801.

## Pavellons nacionals
Estats que tenen el Pavellons civils (o banderes de popa) amb el disseny de la red ensign, afegint la seva bandera nacional sobre el camp vermell.

Pavelló d'Austràlia
Pavelló de les Bahames
Pavelló de Bangladesh
Pavelló de Ghana
Pavelló de l'Índia
Pavelló de Malàisia
Pavelló de les Illes Maurici
Pavelló de Nova Zelanda
Pavelló del Pakistan
Pavelló de les Illes Salomó